# Ishikari (Hokkaido)
Ishikari (Japans: 石狩市, Ishikari-shi) is een Japanse stad in de prefectuur Hokkaido. In 2014 telde de stad 59.451 inwoners. 

## Geschiedenis
Op 1 september 1996 werd Ishikari benoemd tot stad (shi). In 2005 werden de dorpen Atsuta (厚田村) en Hamamasu (浜益村) toegevoegd aan de stad. 

## Partnersteden
- Campbell River, Canada
- Pengzhou, China

## Geboren
- Yukiya Sato (19 juni 1995), schansspringer

Subprefecturen:
Hidaka · Hiyama · Iburi · Ishikari · Kamikawa · Kushiro · Nemuro · Okhotsk · Oshima · Rumoi · Shiribeshi · Sorachi · Soya · Tokachi

Steden:
Abashiri · Akabira · Asahikawa · Ashibetsu · Bibai · Chitose · Date · Ebetsu · Eniwa · Fukagawa · Furano · Hakodate · Hokuto · Ishikari · Iwamizawa · Kitahiroshima · Kitami · Kushiro · Mikasa · Monbetsu · Muroran · Nayoro · Nemuro · Noboribetsu · Obihiro · Otaru · Rumoi · Sapporo (hoofdstad) · Shibetsu · Sunagawa · Takikawa · Tomakomai · Utashinai · Wakkanai · Yubari